# Завальська сільська рада (Кам'янець-Подільський район)
Зава́льська сільська́ ра́да — адміністративно-територіальна одиниця та орган місцевого самоврядування в Кам'янець-Подільському районі Хмельницької області. Адміністративний центр — село Завалля.

## Загальні відомості
Завальська сільська рада утворена в 1976 році.
- Територія ради: 30,274 км²
- Населення ради: 1 210 осіб (станом на 2001 рік)
- Територією ради протікають річки Збруч, Кізя

## Населені пункти
Сільській раді були підпорядковані населені пункти:
- с. Завалля
- с. Вітківці
- с. Кудринці
- с. Червона Діброва

## Склад ради
Рада складалася з 16 депутатів та голови.
- Голова ради: Павлюк Ірина Миколаїівна
- Секретар ради: Паладійчук Людмила Михайлівна

### Керівний склад попередніх скликань
| Прізвище, ім'я, по батькові | Основні відомості                                                               | Дата обрання | Дата звільнення |
| --------------------------- | ------------------------------------------------------------------------------- | ------------ | --------------- |
| Павлюк Ірина Миколаївна     | Сільський голова, 1963 року народження, позапартійна                            | 26.03.2006   | 31.10.2010      |
| Павлюк Ірина Миколаїівна    | Сільський голова, 1963 року народження, освіта середня спеціальна, позапартійна | 31.10.2010   |                 |

Примітка: таблиця складена за даними сайту Верховної Ради України

### Депутати
За результатами місцевих виборів 2010 року депутатами ради стали:

#### За суб'єктами висування
| Суб'єкт висування | Кількість обраних депутатів | %  |
| ----------------- | --------------------------- | -- |
| Самовисування     | 12                          | 75 |
| Народна партія    | 4                           | 25 |

#### За округами
| № округу       | Прізвище, ім'я, по батькові    | Дата визнання обраним | Освіта  | Партійна приналежність | Відомості про обраного депутата            |
| -------------- | ------------------------------ | --------------------- | ------- | ---------------------- | ------------------------------------------ |
| Народна Партія |                                |                       |         |                        |                                            |
| 3              | Чорненька Раїса Володимирівна  | 04.11.2010            | середня | позапартійна           | Завальська сільська рада, бухгалтер        |
| 7              | Паладійчук Людмила Михайлівна  | 04.11.2010            | середня | позапартійна           | Завальська сільська рада, секретар         |
| 10             | Берлізова Марія Олександрівна  | 04.11.2010            | вища    | позапартійна           | Вітковецька загальноосвітня школа, вчитель |
| 11             | Осіпчук Олег Миколайович       | 04.11.2010            | середня | позапартійний          | ТзОВ «Династія», робітник                  |
| Самовисування  |                                |                       |         |                        |                                            |
| 1              | Васильчук Володимир Вікторович | 04.11.2010            | середня | позапартійний          | ВАТ «Гіпсовик», водій                      |
| 2              | Васильчук Віктор Дмитрович     | 04.11.2010            | середня | позапартійний          | ВАТ «Гіпсовик», машиніст екаскаваторщик    |
| 4              | Никуляк Олег Олександрович     | 04.11.2010            | середня | позапартійний          | ВАТ «Гіпсовик», кранівник баштового крану  |
| 5              | Романюк Віктор Степанович      | 04.11.2010            | середня | позапартійний          | тимчасово не працює                        |
| 6              | Білий Михайло Миколайович      | 04.11.2010            | середня | позапартійний          | тимчасово не працює                        |
| 8              | Гоєк Наталя Степанівна         | 04.11.2010            | середня | позапартійна           | Завальський будинок культури, директор     |
| 9              | Яцюк Микола Миколайович        | 04.11.2010            | вища    | позапартійний          | тимчасово не працює                        |
| 12             | Вуєк Михайло Григорович        | 04.11.2010            | середня | позапартійний          | тимчасово не працює                        |
| 13             | Присяжнюк Василь Григорович    | 04.11.2010            | середня | позапартійний          | тимчасово не працює                        |
| 14             | Макогнюк Володимир Павлович    | 04.11.2010            | середня | позапартійний          | ВАТ «Гіпсовик», майстер                    |
| 15             | Григораш Микола Григорович     | 04.11.2010            | середня | позапартійний          | ВАТ «Гіпсовик», робітник                   |
| 16             | Мулер Марія Павлівна           | 04.11.2010            | вища    | позапартійна           | ВАТ «Гіпсовик», інженер технолог           |